# 大彗星風蘭
大彗星風蘭（学名：Angraecum sesquipedale）乃一種生長於馬達加斯加東岸低地之附生植物。於1822年被發現 。白至淺綠、星形而蠟質的花序開於每年六月至九月，祗在夜間散發類似百合花和菸草屬植物 ，包含苯甲酸甲酯、苯甲醇、苯甲酸苄酯、苯乙醇等共39種有機化合物的濃香，且在受粉後立即停止散發香氣。

## 共同演化
本種特點在於其少、但富含葡萄糖、果糖、蔗糖和棉子糖的花蜜藏於極長，達27—43 cm（10.6—16.9英寸） 的花距末7至25 cm（2.8至9.8英寸）端，而花本身亦只有約30釐米闊。這一度令生物學家查爾斯·達爾文感到十分困惑。因極長花距根本無法讓任何已知動物吸食其中的花蜜。達爾文在1862年的著作《蘭花的授粉》(Fertilisation of Orchids)，對這種植物做出了「在有這種植物生長的地方一定有某種長喙的蛾能替其授粉」的假設。最後這種花唯一的授粉者，也是幾百萬年來共同演化的對象—馬島長喙天蛾，在达尔文去世二十年后的1903年被发现。

## 名稱
大彗星风兰的名称源于它极长的花矩，像夜空漂泊的长尾彗星，以至于被称为“Star of Bethlehem Orchid”，但更著名的称呼是“Darwin's Orchid”。

## 外部連結
- 维基共享资源上的相關多媒體資源：大彗星風蘭
- 維基物種上的相關：大彗星風蘭